# 国民宿舎仙酔島
国民宿舎仙酔島（こくみんしゅくしゃ せんすいじま）は、広島県福山市仙酔島にあった国民宿舎。

## 概要
1960年（昭和35年）3月に福山市国民宿舎「海浜ホテル」として開業した。その後、1996年（平成8年）4月に躯体コンクリート以外の全面改修工事を行った。
1997年（平成9年）4月に福山市国民宿舎「仙酔島」としてリニューアルオープン。2006年（平成18年）4月から指定管理者制度に移行し、以後3期にわたってベネフィットホテルが指定管理者となった。
しかし、施設の老朽化のため、2020年（令和2年）12月に福山市国民宿舎条例を廃止する条例が公布され廃止が決定し、2021年（令和3年）4月の福山市国民宿舎条例を廃止する条例の施行に伴い閉館となった。

## 施設
- 構造：鉄筋コンクリート造、地下1階、地上4階建[1]
- 宿泊定員：94人[1]
- 主な施設：客室20室、食堂、大浴場、露天風呂、展望風呂、売店[1]

## 跡地
2025年（令和7年）1月16日、福山市は国民宿舎仙酔島の跡地活用事業で星野リゾートを事業者に選定し、同日に福山市、広島県、星野リゾートの3者で基本協定を締結した。星野リゾートの広島県への進出は初めてで、早ければ2029年に開業となる予定である。